# Godalni kvartet
Godalni kvartet je glasbena zasedba, ki sestoji iz štirih godal - najpogosteje dve violini, viola in violončelo.
Tak godalni kvartet je ena najprepoznavnejših zasedb v komorni in klasični glasbi, saj je velika večina svetovno najbolj prepoznavnih skladateljev skladala v skladu s takim sestavom.

### Zgodovina
Začetki godalnega kvarteta segajo v čas baroka, ko sta dva solo inštrumenta izvajala skladbe ob spremljavi violončela in glasbila na tipke (čembalo ali drugo). Šele pozneje v zgodnjem 18.stoletju se je taki zasedbi dodajalo tretjega solista in se izpuščalo glasbilo s tipkami.
Kot prvi je skladbe za dve violini, violo in violončelo pričel pisati Alessandro Scarlatti. Napisal je set šestih del z naslovom "Sonata à Quattro per due Violini, Violetta [viola], e Violoncello senza Cembalo" (Sonata za štiri instrumente: dve violini, violo in violončelo brez čembala).
Taka zasedba je postala vidnejša šele, ko se je zanjo navdušil Joseph Haydn, odkritje pa je bila zgolj naključna. Anekdota govori, da je mladi Haydn, ki je takrat delal za barona iz Fürnberga dobil naročilo da si želi poslušati glasbe, edini razpoložljivi glasbeniki pa so bili dva violinista, violist in violončelist. Skladba ki jo je napisal je požela splošno odobravanje in dala komaj 18.letnemu Haydnu pogum za nadaljnje ustvarjanje. Tekom let je Haydn ustvaril mnogo kvartetnih del, predvsem pa so pomembna dela nastala med 1769-1772 saj so napisana v posebni formi, ki je postala zgled in standard za mnoge druge skladatelje kvartetne glasbe - štiri stavki ki sestojijo iz hitrega stavka, počasnejšega stavka, minueta in tria ter na koncu hitrega finala.
Do razcveta kvartetnega ustvarjanja je prišlo v klasičnem obdobju z Mozartom, Beethovnom, Schubertom. V 19.stoletju je kvartetna glasba bila v zatonu navkljub 14im kvartetnim delom pod katerimi se je podpisal Antonín Dvořák. V moderni dobi je godalni kvartet nazaj pridobil na popularnosti, saj so za tako zasedbo pisali mnogi - Arnold Schoenberg, Bela Bartók, Dmitri Shostakovich,...

### Variacije godalnih kvartetov
Obstaja veliko različnih variacij zasedbe godalnega kvarteta. Na razpolago so violina, viola, violončelo in kontrabas, velikokrat pa se godalom pridruži klavir, klarinet,... vendar taka zasedba potem ni več godalna temveč zgolj kvartet ali če je članov manj (3) - trio, če je članov več (5)- kvintet.
En prepoznavnejših godalnih kvartetov na slovenskem z variantno zasedbo je godalni kvartet Podokničarji. Njihov sestav tvori ena violina, dve violi in kontrabas.

### Godalni kvarteti v Sloveniji
- godalni kvartet Al Fine

- godalni kvartet Podokničarji

- godalni kvartet NOVA Arhivirano 2013-12-16 na Wayback Machine.

- godalni kvartet Rožmarinke

- godalni kvartet Tartini
- Godalni kvartet Emona